# Херберт Баке
Херберт Баке (Батуми, 1896 — Нирнберг, 6. април 1947) био је немачки доктор и јавни радник.

## Биографија
Имао је више функција у влади Трећег рајха, а маја 1942. године постао је министар исхране.
Министар пољопривреде постао је априла 1944. године, што је био и у кабинету адмирала Карла Деница од априла до маја 1945. године, пошто га је Адолф Хитлер у свом политичком тестаменту оставио на функцији.
Током рата Алфред Розенберг је предложио Бакеа као кандидата за управу администрације Украјинског комесаријата Рајха.
Савезници су га ухапсили после рата и доктор Баке је извршио самоубиство у својој ћелији у Нирнбергу 6. априла 1947. године.